# Mongala (flod)
Floden Mongala (Swahili: Mto Mongala) i den nordlige Demokratiske Republik Congo er en højre biflod til Congo-floden. Floden har lagt navn til provinsen Mongala

## Flodens løb
Mongalafloden er 285 kilometer lang, eller 510 km lang, hvis Ebola-tilløbet regnes med. Den er dannet af sammenløbet af Dwa-floden og Ebola-floden i Nord-Ubangi-provinsen opstrøms fra Businga. Den løber mod sydvest og derefter sydpå forbi Likimi på dens højre bred, drejer derefter mod vest forbi Binga på dens venstre bred og derefter mod sydvest til dens sammenløb med Congo-floden på dens højre bred ved Mobeka.  I det meste af dens forløb definerer den den vestlige grænse mellem provinserne Mongala og Syd-Ubangi. Nær dens munding løber den sidste korte del mellem Mongala og Équateur-provinsen.

## Historie
Den belgiske soldat Ernest Baert foretog to udforskninger af Mongala-floden på trods af fjendtlighed fra lokalbefolkningen, som forsøgte at fange dampskibene. Han forlod Bangala den 23. november 1886 og kom til Mongala hvor han fandt en stor lokalbefolkning, der blev mere og mere fjendtlig efterhånden som ekspeditionen rykkede frem og angreb flere gange. Han nåede Mongandi og Ebola-Dwa sammenløbet den 1. december 1886 og grundlagde en station ved Moboika, før han vendte tilbage til Bangalas.